# Jaroslav Syrovátka
Jaroslav Syrovátka (25. května 1892 Praha – 11. května 1970) byl československý legionář, za druhé světové války účastník protinacistického odboje, podporovatel výsadku Anthropoid.

## Život
Jaroslav Syrovátka se narodil 25. května 1892 v Praze. Před první světovou válkou žil v Uhříněvsi a živil se jako obuvník. Za války sloužil jako vojín u 10. dragounského pluku rakousko-uherské armády. Dne 8. června 1916 padl v Karpatech do zajetí. V kyjevské Darnici podal přihlášku do československých legií v Rusku. V hodnosti svobodníka byl zařazen 19. července 1916 do 4. střeleckého pluku. V hodnosti četaře 1. jízdního pluku byl 4. února 1921 demobilizován. Po návratu do vlasti se živil jako poštovní úředník a žil v Uhříněvsi čp. 227.

### V odboji za 2. světové války
Za druhé světové války se zapojil do protinacistického odboje. Byl původně členem odbojové skupiny Dr. Josefa Jana Kratochvíla, po jeho zatčení se pak od roku 1941 stal členem skupiny Miroslava Šrámka (skupiny bratrů Šrámkových). Přes svého blízkého uhříněveského spolupracovníka pplk. Václava Nováka, rovněž bývalého legionáře v Rusku, byl napojen na skupinu "Jindra". Opatřoval potravinové lístky a v létě 1941 pomáhal během vysílání ilegální radiostanice Sparta I. Pplk. Václav Novák pro tento účel nabídl svůj byt v Riegrově (dnes Lidického) ulici v Uhříněvsi. Šifrované zprávy připravené doc. dr. Vladimírem Krajinou vysílali Otto Linhart a Jindřich Klečka. Zdeněk Linhart a Jaroslav Syrovátka hlídali.
Když v únoru 1942 požádal Miroslav Šrámek pplk. Václava Nováka o spolupráci při vyhledávání ploch pro shozy v okolí Uhříněvse, pomáhal Jaroslav Syrovátka vyhledat místo, kde by anglická letadla mohla shodit zbraně, případně vysílací stanici či vytyčit doskokovou plochu pro další výsadky z Velké Británie (např. Out Distance). Zvolena byla plocha mezi Uhříněvsí a Dubčí, kóta zvaná Jankov. Několikrát se zde s odbojovou skupinou a s parašutisty Janem Kubišem a Jozefem Gabčíkem sešel u místa zvaného "Tři kameny" (rozcestí U tří kamenů), aby v okolí remízku vytyčili místa pro signalizační světla. Na začátku března 1942 u Jankova se skupinou dvakrát čekal na přílet letadla. To však nepřiletělo a zdejší doskokové plochy nakonec využity nebyly.
V roce 1943 se spolu s pplk. Václavem Novákem napojil na skupinu Ing. Richarda Reisnera.
Jaroslav Syrovátka nebyl za války prozrazen a dožil se osvobození. Zemřel 11. května 1970.

## Galerie

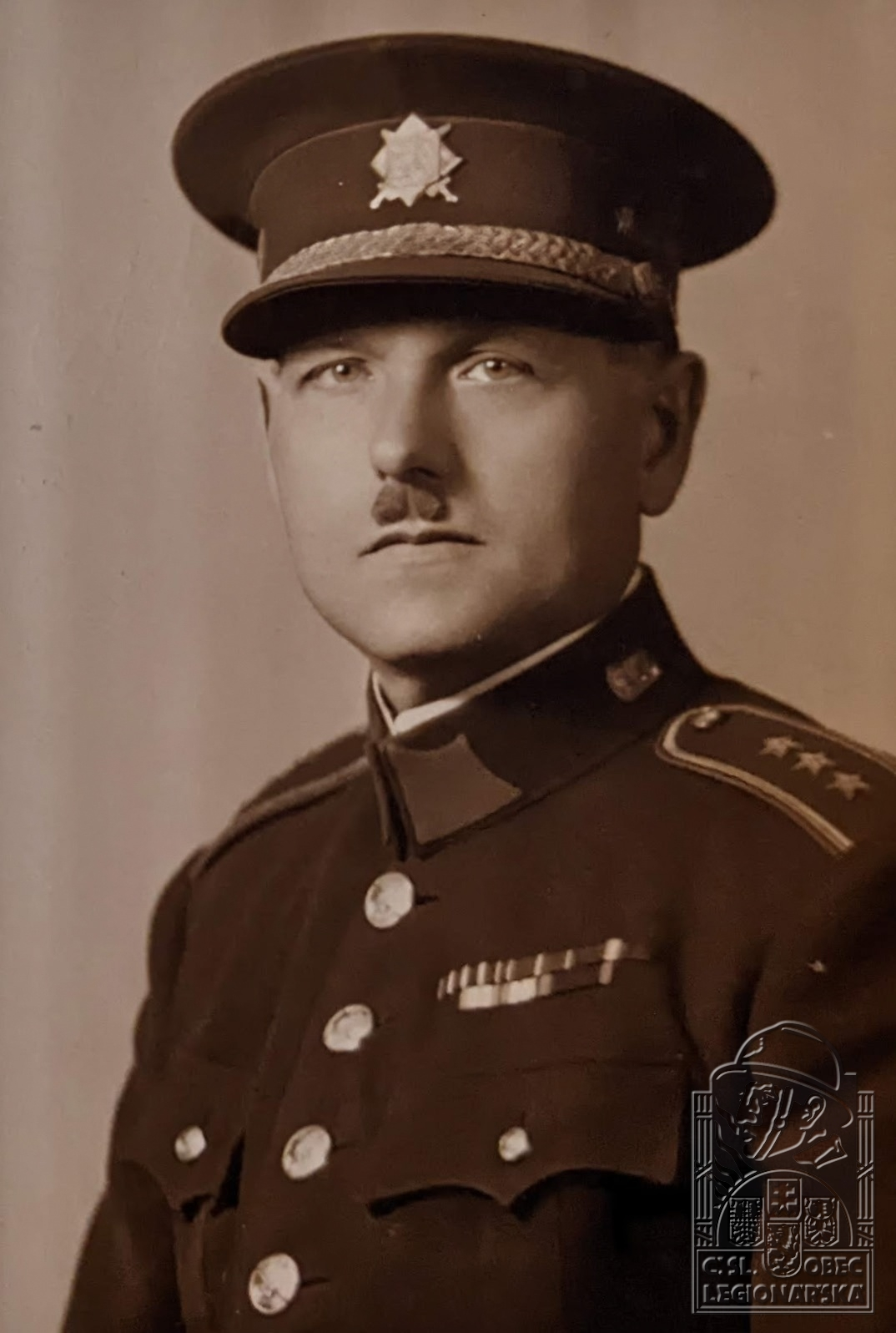
Jeho blízký spolupracovník pplk. Václav Novák
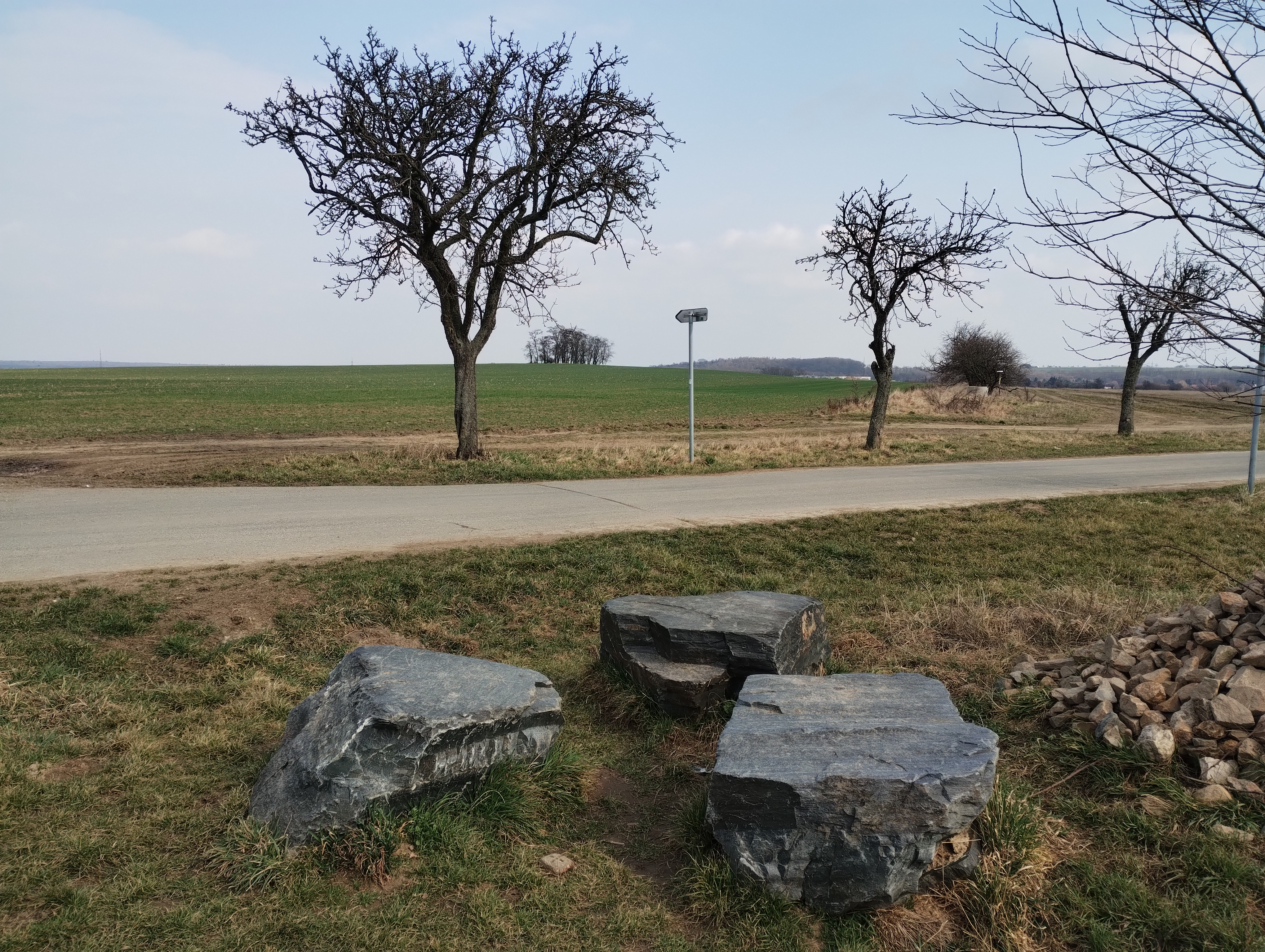
Rozcestí U Tří kamenů, v pozadí viditelný remízek vršku Jankov